# Oussama Zouak
Oussama Zouak (en arabe : أسامة زواق) est un footballeur franco-algérien né le 10 décembre 1986 à Vénissieux en France. Il évoluait au poste de défenseur central.

## Biographie
Formé en France, il part joué dans son pays d'origine en première division algérienne avec les clubs, du WA Tlemcen, de l'AS Khroub et du RC Arbaâ. Il dispute 78 matchs en inscrivant trois buts en Ligue 1.